# Gromada Wola Korybutowa
Die Gromada Wola Korybutowa war eine Verwaltungseinheit in der Volksrepublik Polen zwischen 1954 und 1959. Verwaltet wurde die Gromada vom Gromadzka Rada Narodowa, dessen Sitz sich in Wola Korybutowa befand und aus 17 Mitgliedern bestand.
Die Gromada Wola Korybutowa gehörte zum Powiat Chełmski in der Woiwodschaft Lublin und bestand aus den Dörfern Borowo, Wola Korybutowa I, Wola Korybutowa II, Chojeniec und der Siedlung Chojeniec, ehemaligen Gromadas der aufgelösten Gmina Siedliszcze.

Zum 1. Januar 1960 wurde die Gromada aufgelöst und in die Gromada Chojno Nowe eingegliedert.